# Xanthopimpla levibasis
Xanthopimpla levibasis är en stekelart som beskrevs av Henry Keith Townes, Jr. 1973. Xanthopimpla levibasis ingår i släktet Xanthopimpla och familjen brokparasitsteklar. Inga underarter finns listade i Catalogue of Life.